# Caspar Schmalkalden
Caspar Schmalkalden (* 1616 in Friedrichroda, Herzogtum Sachsen-Weimar; † 1673 in Gotha, Herzogtum Sachsen-Gotha-Altenburg) bereiste als Soldat in niederländischen Diensten im 17. Jahrhundert Südamerika und Asien. Nach seiner Rückkehr im Jahr 1652 verfasste Schmalkalden einen fast 500 handschriftliche Seiten umfassenden Reisebericht, in dem er geographische und ethnologische Beobachtungen sowie Beschreibungen der Tier- und Pflanzenwelt der besuchten Länder notierte. Trotz der hierbei gemachten umfangreichen Angaben ist der genaue Hintergrund seiner Reisen nicht bekannt. Schmalkaldens Bericht fügt sich in eine Reihe ähnlicher Schriften von Reisenden des 17. Jahrhunderts ein. Obwohl er aus europäischer Sicht nicht mit Neuentdeckungen dienen konnte, bieten seine Notizen eine wertvolle Ergänzung zu den zeitgenössischen historischen Quellen.

## Leben

### Herkunft
Caspar Schmalkaldens genaues Geburtsjahr ist nicht bekannt. Bei seinem Eintritt in die niederländische Armee war er etwa fünfundzwanzig Jahre alt, dürfte also um 1617 oder kurz davor geboren worden sein. Schmalkaldens Vater, Liborius Schmalkalden, war Bürgermeister der Kleinstadt Friedrichroda am Rand des Thüringer Waldes. In dem ersten erhaltenen Seelenregister der evangelischen Kirchengemeinde St. Blasius in Friedrichroda aus dem Jahre 1632, beginnt die Erwähnung seiner Person. Aus dem Verzeichnis geht auch hervor, dass seine Mutter, Magdalena Schmalkalden, außerdem die Söhne Christophorus und Liborius und die Töchter Anna, Dorothea, Martha und Susanna hatte.

### Die erste Reise – Brasilien und Chile (1642–1645)

#### Überfahrt nach Brasilien

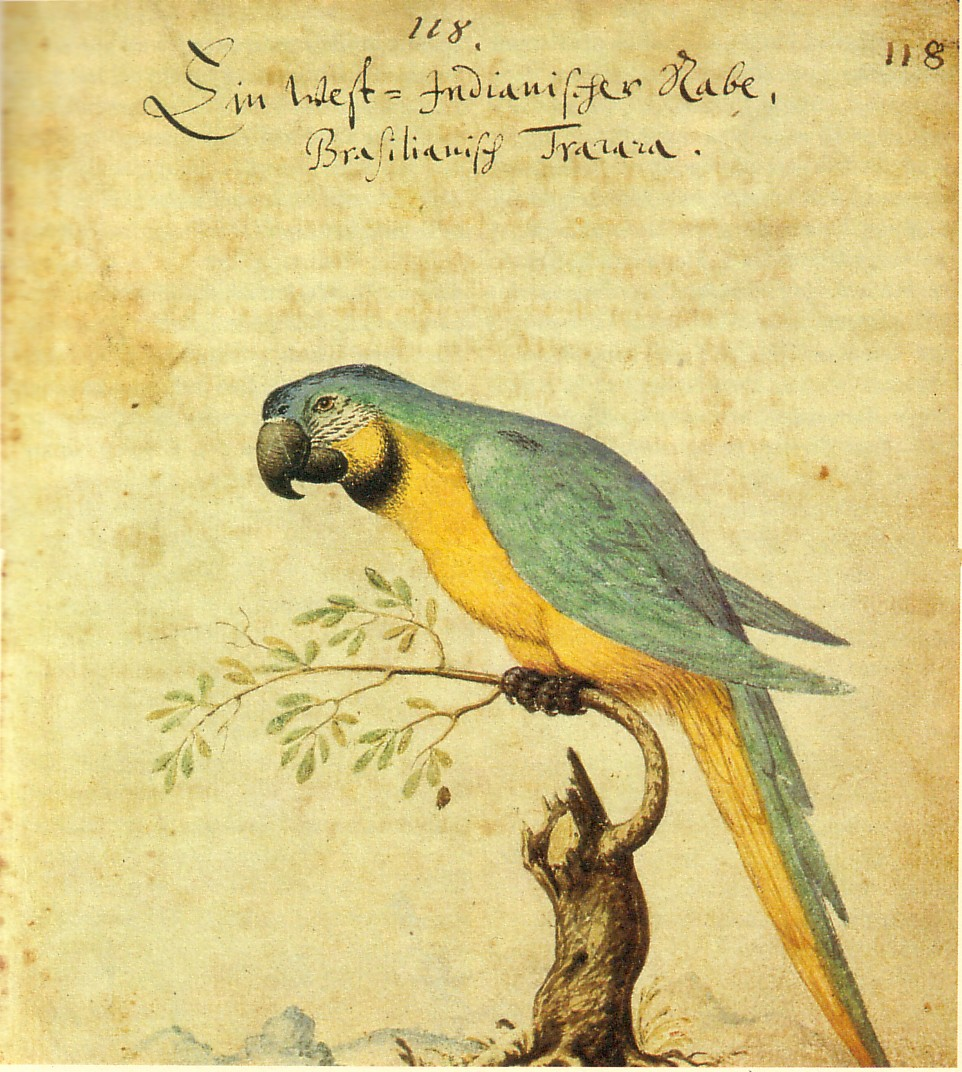
Ein West-Indianischer Rabe, Brasilianisch Tracaca (Araraura)

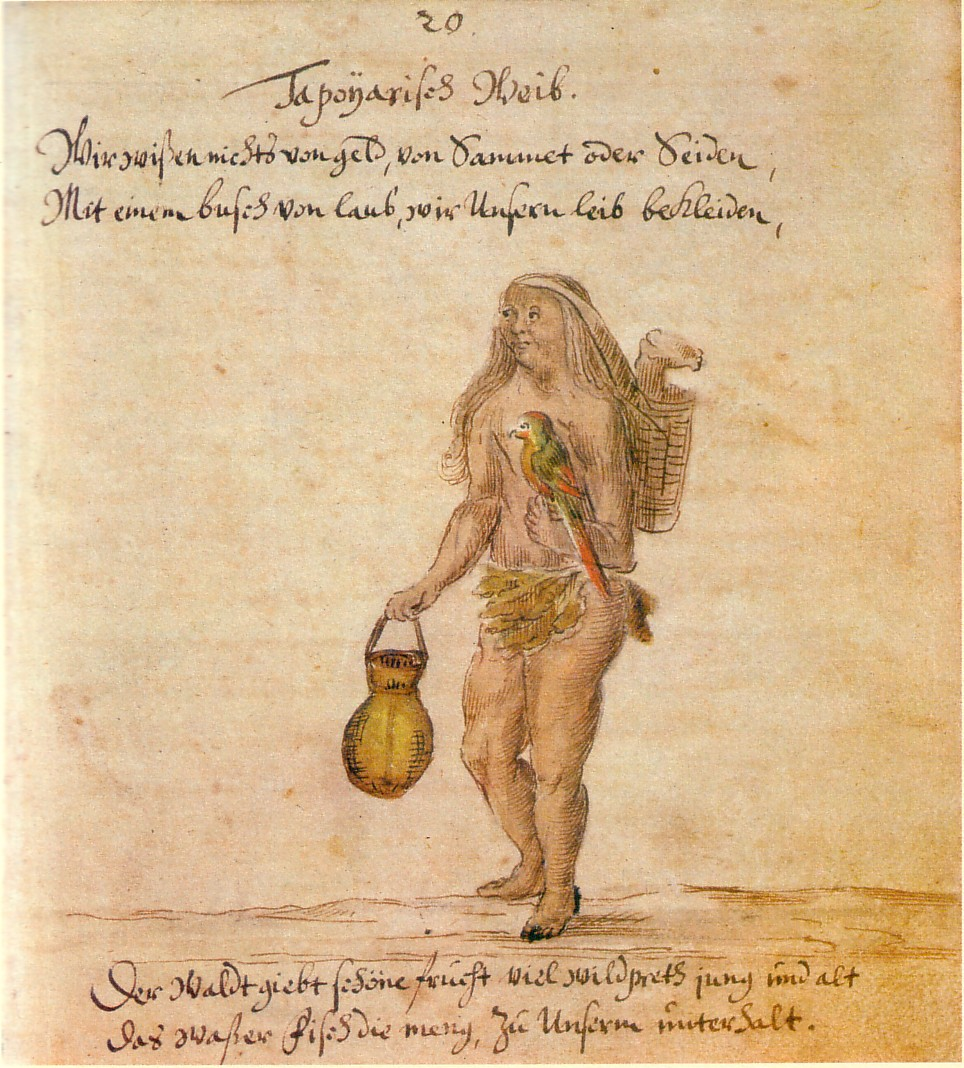
Tapuya-Frau

Es ist nicht bekannt, auf welche Weise Caspar Schmalkalden als Soldat in die Dienste der Niederländischen Westindien-Kompanie trat. Um ihre Expansion in Übersee voranzutreiben, mussten die Niederländer auf Seeleute, Soldaten, Chirurgen und andere Fachkräfte aus anderen Ländern zurückgreifen. Schmalkalden erwähnt unter anderem einen Kameraden, der „Schottländer“ war, sein Kommandant auf der ersten Reise war „Churländer“.
Am 16. Oktober 1642 bestieg Schmalkalden mit 36 anderen Soldaten und vier Frauen auf der Insel Texel das Kauffahrteischiff Elephant. Texel war damals der Ausgangspunkt für zahlreiche Schiffsrouten in die niederländischen Kolonien. Das Schiff ging am 4. November unter Segel. Die ursprünglich 97 Schiffe, aus denen die Flotte bestand, trennten sich nach und nach, und nur drei von ihnen nahmen schließlich Kurs auf Brasilien. Zwei Tage nach der Überquerung des Äquators am 6. Dezember sahen die Reisenden die Insel Fernando de Noronha und erreichten das Festland schließlich am 11. Dezember. Einen Tag später gingen Schmalkalden und die anderen Soldaten in Pernambuco an Land.

#### Aufenthalt in Niederländisch-Brasilien und Expedition nach Chile
Die Kolonie Neu-Holland (oder Niederländisch-Brasilien) war im Jahre 1630 von der Niederländischen Westindien-Kompanie gegründet worden. Im Juli 1642 hatten die Niederländer einen zehn Jahre gültigen Waffenstillstand mit Portugal geschlossen, so dass es in diesem Gebiet vorerst nicht mehr zu Kampfhandlungen kam, aber den Niederländern gleichzeitig die Möglichkeit zur weiteren Expansion in Brasilien genommen wurde. Daher suchte man neue Möglichkeiten im Südwesten des Kontinents, und der erfahrene Admiral Hendrik Brouwer wurde zur Aufnahme geheimer Handelsvereinbarungen nach Chile gesandt. Er brach am 12. Januar 1643 mit einer Flotte von fünf Schiffen auf. Auf dem Vizeadmiralschiff Vlyssingen befand sich auch Caspar Schmalkalden.
Nachdem die Flotte Kap Hoorn umrundet hatte, sichteten die Reisenden am 28. April erstmals Chile und landeten am 10. Mai an der Insel Chiloé. Am 20. Mai kam es zu einer bewaffneten Auseinandersetzung mit den Spaniern. Es gelang den niederländischen Unterhändlern, mit den Einheimischen einen Beistandspakt gegen die Spanier auszuhandeln. Als jedoch am 7. August der Admiral Hendrik Brouwer starb und Mitte Oktober eine Meuterei der holländischen Soldaten wegen knapper werdender Rationen drohte, beschloss der neue Admiral Elias Herckmans die Rückreise nach Brasilien, welche vom 28. Oktober bis zum 29. Dezember dauerte.
Während Schmalkaldens Aufenthalt in Chile hatte es in Niederländisch-Brasilien zunehmende Differenzen zwischen Statthalter Johann Moritz von Nassau-Siegen und der Westindischen Kompanie gegeben. Im Mai 1644 verließ Prinz Moritz Brasilien, woraufhin der Niedergang der Kolonie begann. Die Portugiesen begannen mit der Mobilmachung zur Rückeroberung ihrer Kolonie.

#### Heimreise
Caspar Schmalkalden brach am 27. Mai 1645 mit dem Schiff Groningen von Recife aus zu seiner Rückkehr nach Europa auf. Die Reise erfuhr jedoch eine jähe Unterbrechung, als am 17. Juni, während sich die Flotte am Paraíba aufhielt, die Nachricht kam, dass das Kap St. Augustin (ca. 30 km südlich von Recife) an die Portugiesen übergeben worden sei. Daher mussten die Soldaten – und mit ihnen Caspar Schmalkalden – wieder an Land gehen und hielten sich eine Zeit lang am Fort Margaretha auf. Das Schiff Morian wurde in die Niederlande vorausgeschickt. Der Prädikant (Hilfsprediger) der Groningen, Johannes Hasselbeck, reiste mit der Morian voraus und bestimmte Caspar Schmalkalden zum Verwalter seines auf der Groningen verbliebenen Besitzes. Die übrige Flotte hielt sich noch bis Anfang Juli am Paraiba auf, bis ein Befehl eintraf, dass sie am 4. Juli nach Recife segeln solle. Wegen der um diese Jahreszeit in nördliche Richtung verlaufenden Meeresströmungen erwies sich dies jedoch als nicht möglich, und man steuerte stattdessen die Festung Ceulenburg in der Provinz Rio Grande do Norte an. Es dauerte noch rund einen Monat, bis am 6. August endlich die über den Landweg aus Recife übermittelte Nachricht verkündet wurde, dass die Flotte nach den Niederlanden auslaufen dürfe.
Am 7. August gingen die Schiffe unter Segel. Vier Tage später überquerte Schmalkalden den Äquator zum zweiten Mal. Ende August/Anfang September durchquerte er die Sargassosee (von ihm „Gruß-See“ genannt), in seinem Bericht beschreibt er den dort vorkommenden charakteristischen Seetang, den er als Gruß bezeichnet.
Die Überfahrt verlief nicht ohne Zwischenfälle, so vermeldet Schmalkalden den Tod eines Soldaten für die Nacht auf den 4. September, und über den 9. September schreibt er:
In voriger Nacht hatten sich unsere Schiffsofficierer fast alle miteinander toll- und vollgesoffen – und war ein großer Tumult und nichts als Schänden, Schmähen und Hadern auf dem Schiff, so endlich bis auf eine Schlägerei hinauslief und währte bis an den Morgen. Da wurden die Schuldigen im Gallion in die Boy geschlossen, und die andern legten sich zur Ruhe.
Im Ärmelkanal wehte der Wind äußerst ungünstig, so dass man fast vier Wochen (von 13. Oktober bis 8. November) nahe Newport auf der Isle of Wight vor Anker liegen musste. Als die Fahrt schließlich fortgesetzt werden konnte, geriet das Schiff bei der Ausfahrt aus dem Hafen auf eine Sandbank und konnte sich erst nach einer halben Stunde wieder befreien.
Am 13. November erreichte Caspar Schmalkalden nach mehr als drei Jahren Abwesenheit von den Niederlanden die Stadt Groningen und reiste auf dem Landweg nach Amsterdam, wo er am 23. November ankam.

### Die zweite Reise – Java, Taiwan und Japan (1646–1652)

#### Überfahrt und Aufenthalt am Kap der Guten Hoffnung

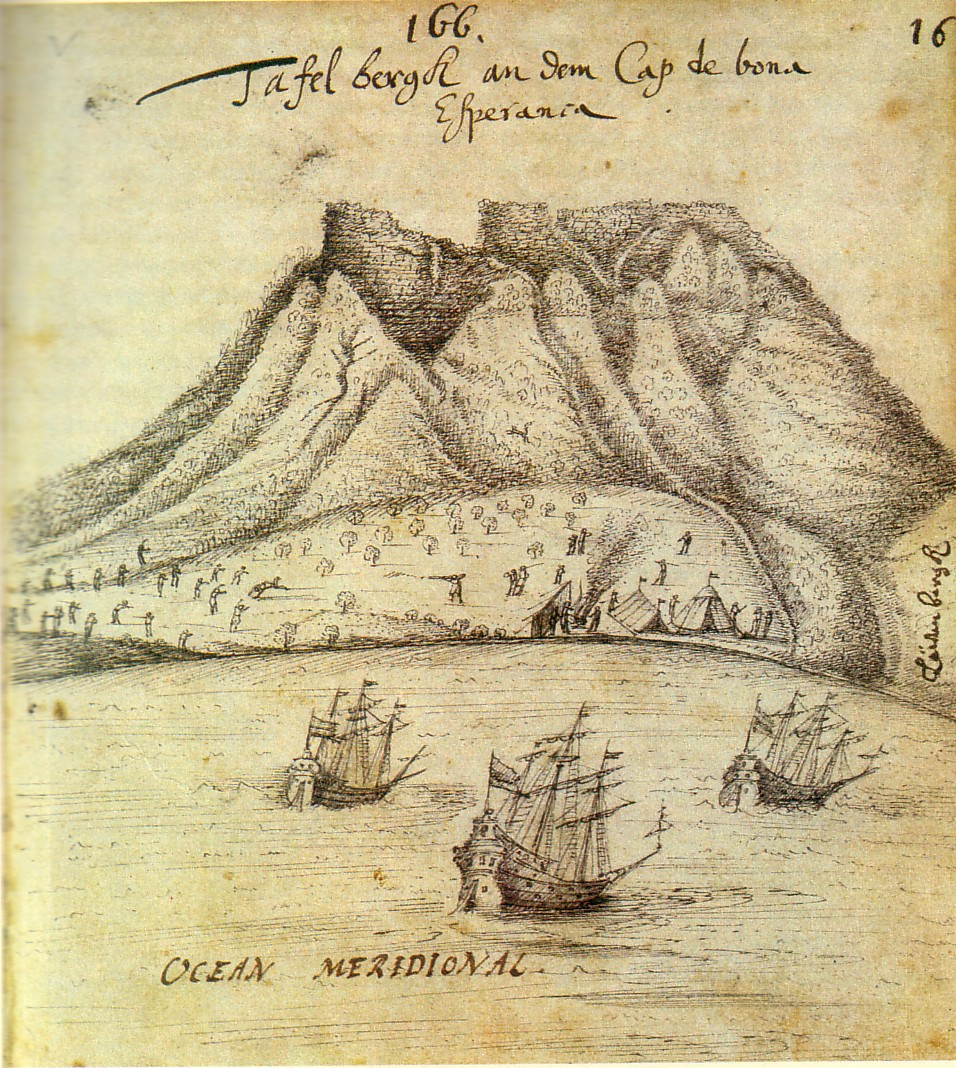
Tafel bergk an dem Cap de bona Esperanca

Am 6. April 1646 brach Caspar Schmalkalden von Texel aus zu seiner zweiten Seereise auf, die ihn um das Kap der Guten Hoffnung herum nach Niederländisch-Ostindien führen sollte. Er reiste auf dem Schiff König David mit einer Flotte von drei weiteren Schiffen. Nachdem die Flotte wegen der Winde einige Wochen in Dover verbringen musste, setzte sie ihre Fahrt (nach einem von Schmalkalden detailliert beschriebenen Zwischenfall, bei dem das Schiff, auf dem er sich befand, von einem der anderen gestreift wurde und auseinanderzubrechen drohte) Anfang Mai fort.
Am 24. Mai passierten die Reisenden die Kanarischen Inseln. Über den Pico del Teide (von ihm Pico Teneriffa oder Pico de Terraira genannt) berichtet Caspar Schmalkalden: Er wird für den höchsten Berg in der ganzen Welt gehalten, kann sechzig Meilen weit im Meer gesehen werden, und seine Spitzen sollen drei Meilen weit über die Wolken gehen.
Am 4. Juni erreichten sie die Kapverdischen Inseln, wo sie sechs Tage in Santiago verbrachten. Schmalkalden berichtet über häufige Konflikte mit der überwiegend spanischen Bevölkerung, bei der es sich nach seiner Aussage um Spanier, und zwar mehrenteils Banditen und leichtfertig Gesindel handelte.
Nachdem Schmalkalden am 5. Juli zum dritten Mal den Äquator passiert hatte, segelte sein Schiff an den Abrolhos vorbei (8. August) und passierte am 5. September Tristan da Cunha. Am selben Tag wurde auf den Wunsch des Admirals hin beschlossen, dass das Schiff Patientia nach Indien voraussegeln solle, während die Elephant und die König David die Hälfte ihres Süßwassers an die Patientia abgeben und am Kap der Guten Hoffnung anlanden sollten. Nach einigen Debatten an Bord der betreffenden Schiffe wurde der Vorschlag nach Schmalkaldens Bericht einstimmig angenommen, und am 19. September ging er am Kap der guten Hoffnung (das bei ihm portugiesisch Cabo de Bona Esperanca oder lateinisch Caput bona Spei genannt wird) an Land.
Während des fast dreiwöchigen Aufenthalts in der Tafelbucht, wo sechs Jahre später die Stadt Kapstadt gegründet werden sollte, lebten die Besatzungen der beiden Schiffe überwiegend vom Tauschhandel mit den Khoi Khoi. Unter anderem berichtet er von einem Vorfall vom 22. September, bei dem ein Afrikaner von einem holländischen Wachposten versehentlich erschossen wurde (das Schießen auf Einheimische war den Soldaten vom Admiral ausdrücklich verboten worden). Einige Einheimische forderten daher vom Admiral die Hinrichtung des Täters. Dieser fürchtete das Ende des für die Schiffsbesatzungen lebensnotwendigen Tauschhandels, so dass er den betreffenden Soldaten fesseln und an Bord eines der Schiffe bringen ließ und verkündete, dass dieser dort erschossen werden solle. Damit gaben sich die Afrikaner zufrieden, jedoch wurde der Soldat bald wieder freigelassen.
Am 28. September bestieg Schmalkalden in einer Gruppe mit siebzehn weiteren Personen den Tafelberg, auf dessen Gipfel sie ein Feuer anzündeten und etwas mitgebrachten Wein tranken. Schmalkalden war der Meinung, sie seien die ersten Europäer auf dem Gipfel des Berges, tatsächlich war dies jedoch über 140 Jahre früher (1503) der Portugiese António de Saldanha gewesen.
Am 7. Oktober schließlich setzten die Reisenden ihre Fahrt fort, sahen am 31. Oktober die Insel St. Paul und erreichten am 5. Dezember die Sundastraße. Nachdem sie in den folgenden Tagen noch Sumatra und Krakatau gesichtet hatten, gingen sie schließlich am 11. Dezember in Batavia an Land.

#### Niederländisch-Ostindien

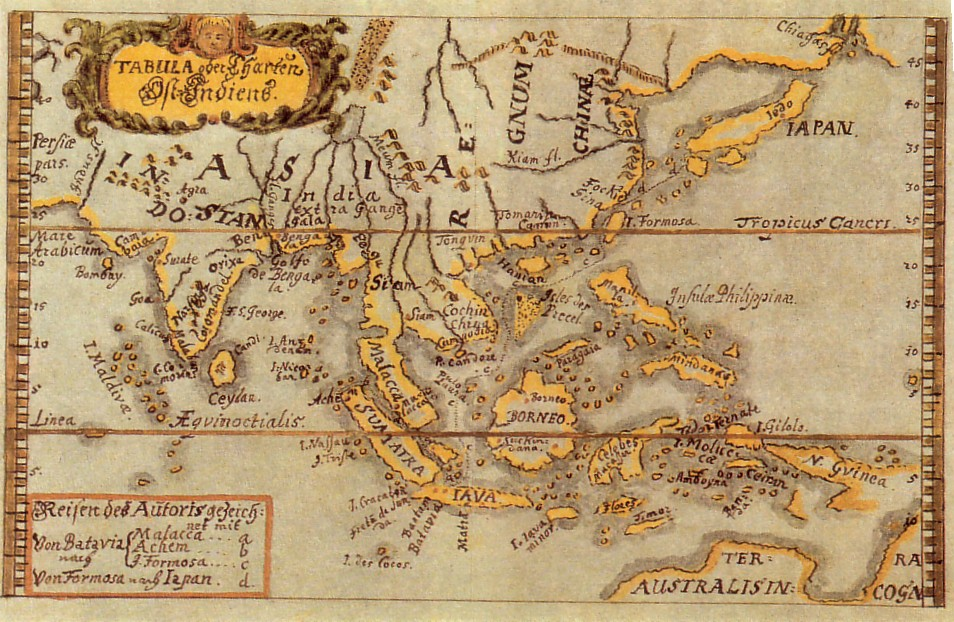
Tabula oder Charten Ost-Indiens – Karte Südostasiens mit den Reiserouten Caspar Schmalkaldens

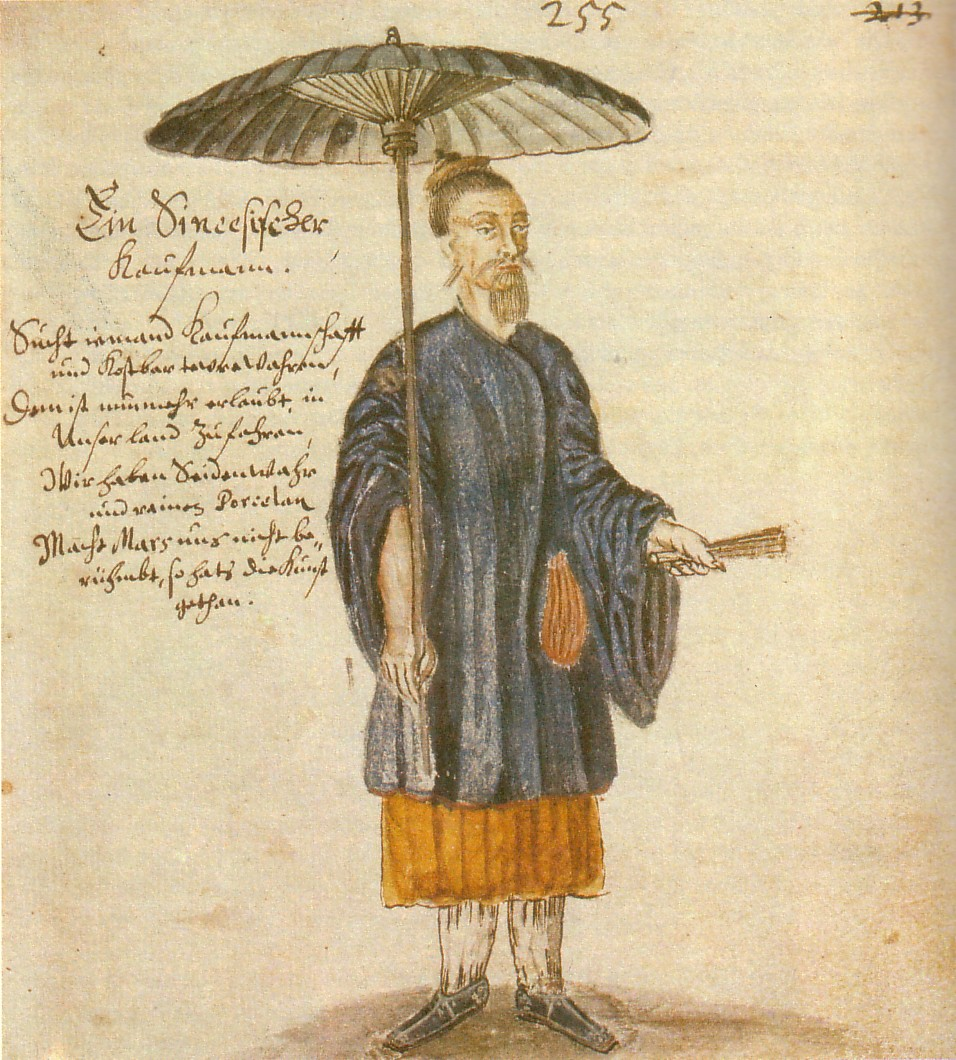
„Ein Sineesischer Kaufmann“ (Chinesischer Kaufmann)

Batavia war 1619 durch die Niederländische Ostindien-Kompanie gegründet worden und hatte sich schnell zum Zentrum aller Aktivitäten der Holländer in Asien entwickelt. Wieder hinterließ Schmalkalden keine Angaben darüber, welche Aufgaben er hier zu erfüllen hatte. Sein Aufenthalt fiel jedoch in eine relativ friedliche Zeit – 1642 war es zu einem Waffenstillstand zwischen Portugiesen und Holländern gekommen, und erst durch Volksaufstände 1648 auf Ambon und 1650 auf Ternate (als sich Caspar Schmalkalden auf Taiwan und in Japan aufhielt) kam es wieder zu kriegerischen Auseinandersetzungen in dieser Region. Schmalkalden hatte daher also vermutlich relativ häufig Gelegenheit, sich mit der Geschichte und Gegenwart der Stadt Batavia und ihrer Bewohner zu beschäftigen.
Nach rund sieben Monaten Aufenthalt auf Java begleitete Schmalkalden im Sommer 1647 den holländischen Gesandten Joan van Deutecom auf einer Gesandtschaftsreise nach Achem (Aceh). Er brach am 11. Juli in Batavia auf und erreichte Banda Aceh am 5. August (nach einem zweitägigen Aufenthalt Ende Juli in Malakka, das sich zu dieser Zeit erst seit sechs Jahren unter holländischer Herrschaft befand).
Am 22. August wurde der Gesandte von der Königin von Aceh feierlich empfangen. Ein wesentlicher Bestandteil dieses Empfanges waren Tierkämpfe (vor allem mit Elefanten und Büffeln), die Schmalkalden als Augenzeuge miterlebte und anschaulich beschrieb.
Vom 31. August an wurde der Gesandte von der Königin jede Woche empfangen, erst der Beginn der Fastenzeit (Ramadan) am 28. September sorgte für eine Unterbrechung. Diese dauerte einen Monat lang, bis 28. Oktober, und am 13. November stach die Gesandtschaft schließlich wieder in See, so dass Schmalkalden am 24. November wieder in Batavia eintraf.

#### Taiwan

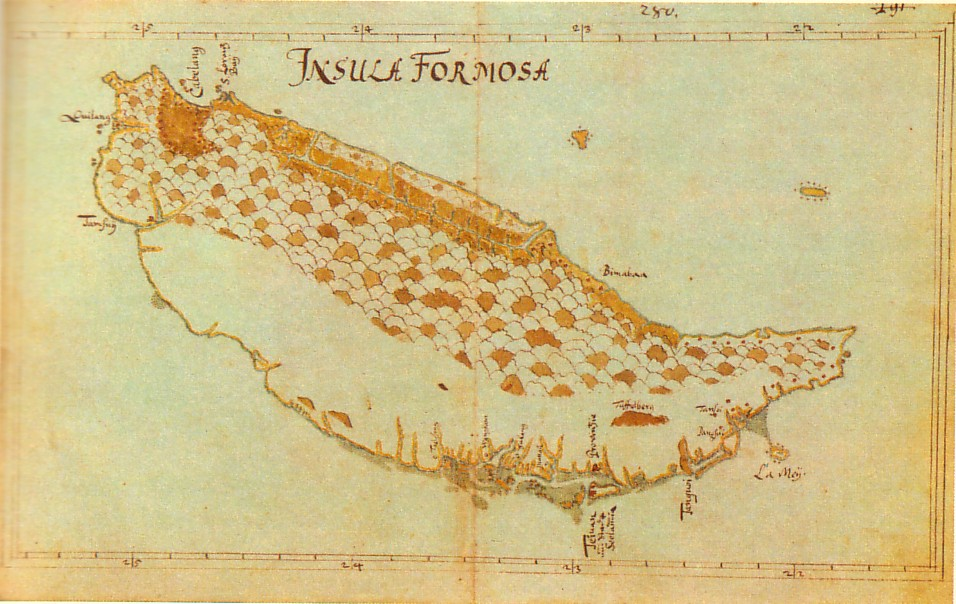
Insula Formosa (Taiwan)

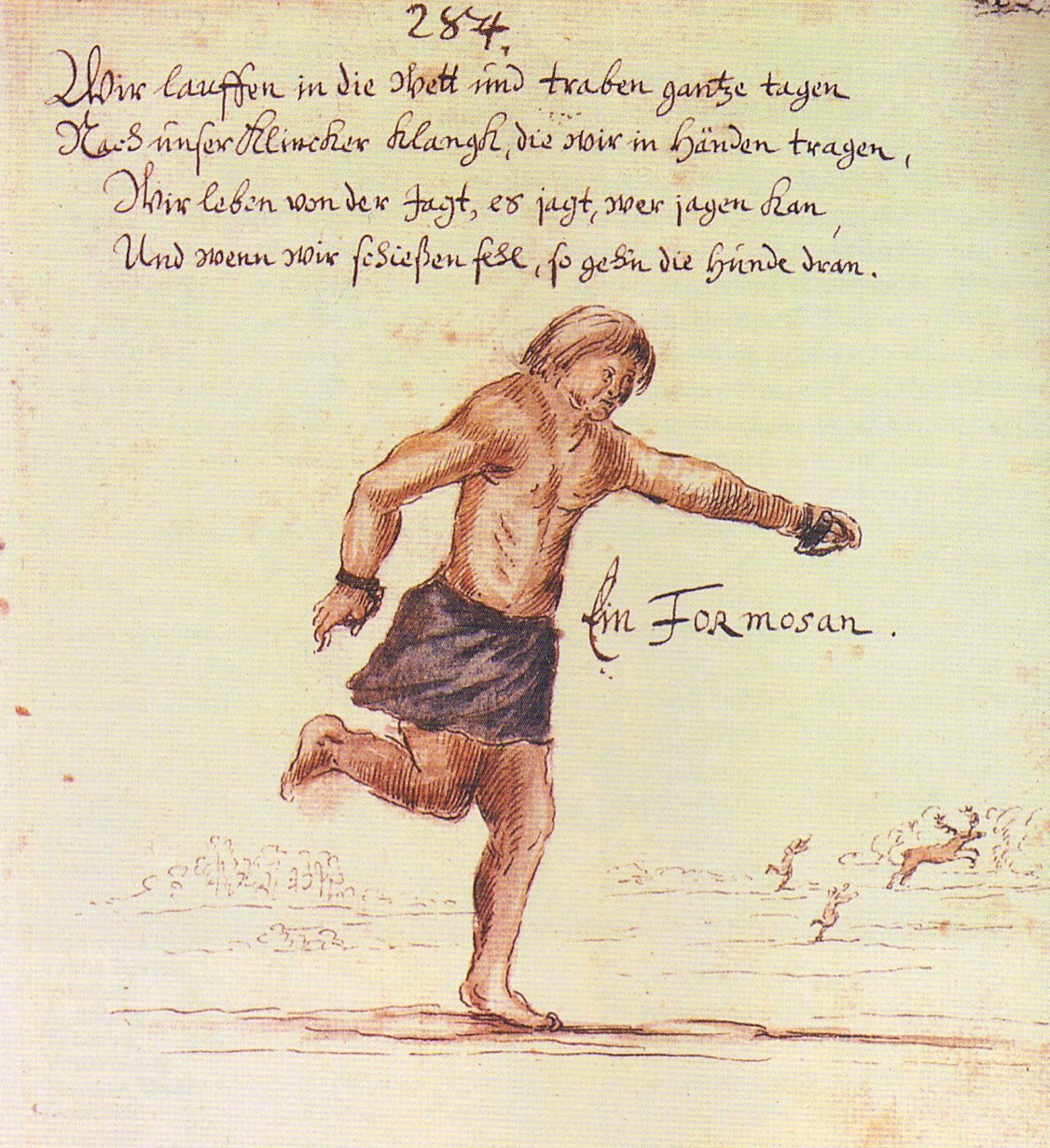
„Ein Formosan“

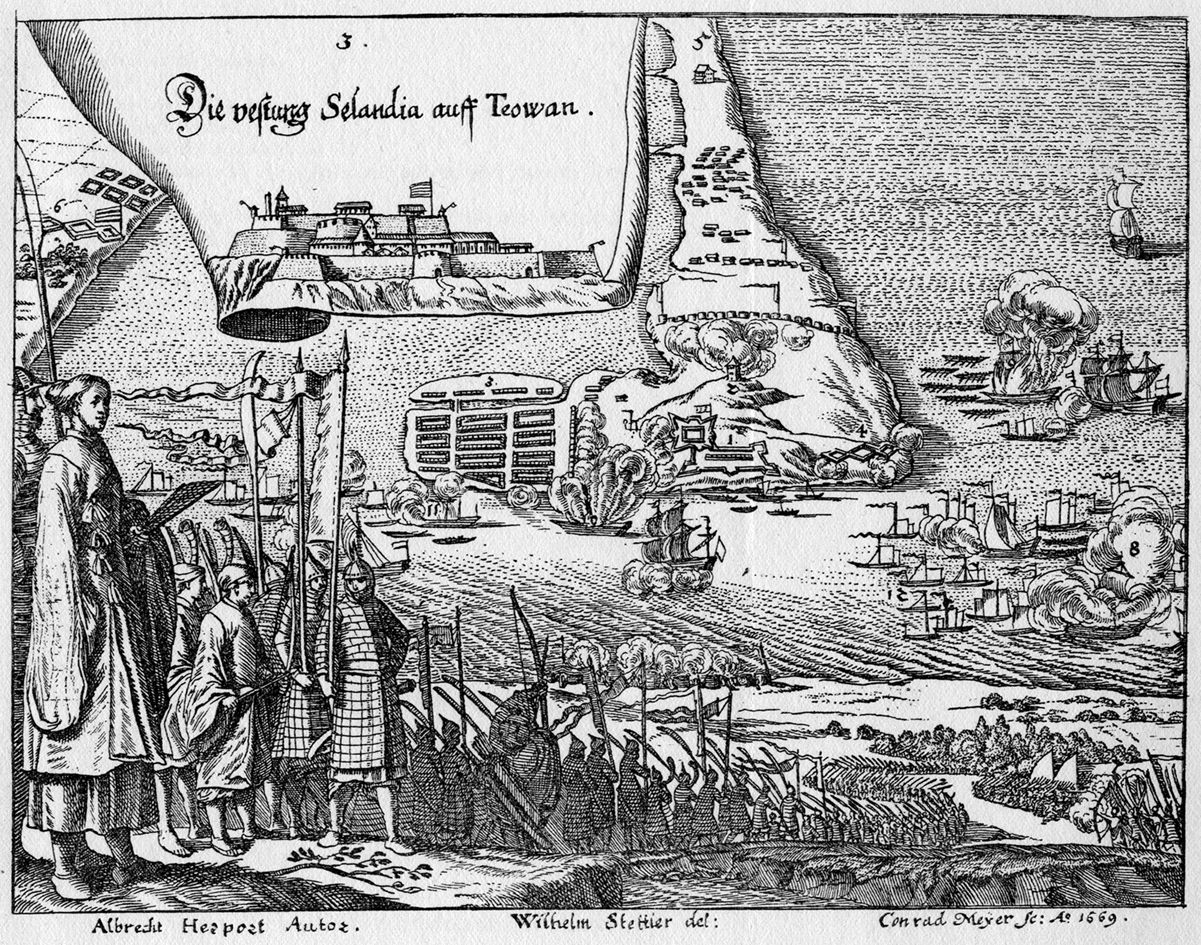
„Die Vestung Selandia auff Teowan“ während der Belagerung durch Koxinga. Aus: Albrecht Herport: Eine kurtze Ost-Indianische Reiß-Beschreibung (1669)

Im Jahr 1624 landeten die Niederländer auf der von den Portugiesen 1583 entdeckten ‚Ilha Formosa‘ (Taiwan) und brachten bis 1641 den südwestlichen Teil der Insel unter ihre Kontrolle. Ihr Hauptstützpunkt, die Festung und Siedlung Zeelandia, lag in der Bucht Taiwan (heute Teil der Stadt Tainan), die in den niederländischen Papieren wie auch bei Schmalkalden als Tayonan, Teiouan, Taiowan usw. erscheint. Am 28. April 1648 brach Schmalkalden an Bord der Patientia nach Zeelandia auf. Die Reise führte ihn von Batavia an Pulau Laut (einer der Natuna-Inseln), Con Dao, den Paracel-Inseln, der Küste von Kochinchina und Hainan vorbei. Nach fast zwei Monaten ging Schmalkalden am 19. Juni in Formosa an Land.
Kurz darauf kam es zu einer bedeutsamen Wende für seine weitere Karriere in Ostindien: Den 27. July habe ich mein Gewehr in die Waffenkammer übergeben und bin Landvermesser worden. Schmalkalden blieb rund zwei Jahre auf Formosa stationiert, beschäftigte sich mit der lokalen Geografie und Kultur. Auf der seiner Reisebeschreibung beigefügten Karte sind die den Niederländern bekannten Teile der Insel gut zu erkennen.
Die kurze Periode der holländischen Herrschaft, die 1661 mit der Vertreibung durch Koxinga (Zheng Cheng-Gong) endete, brachte einen gewaltigen Umbruch für die einheimischen Stämme. Im Zuge der niederländischen Kolonisationspolitik kam es zu einer ersten Einwanderungswelle von Chinesen vom Festland. Zugleich versuchte die Kompanie, den Einheimischen eine „zivilisierte“ Gesellschaftsordnung aufzuzwingen. Dazu setzten sie in den Dörfern ihres Einflussbereichs einen Häuptling ein, errichteten Schulen mit niederländischen Schulmeistern und propagierten das lateinische Alphabet. Schmalkaldens Reisebuch steuert hierzu einige Details bei.

#### Japan

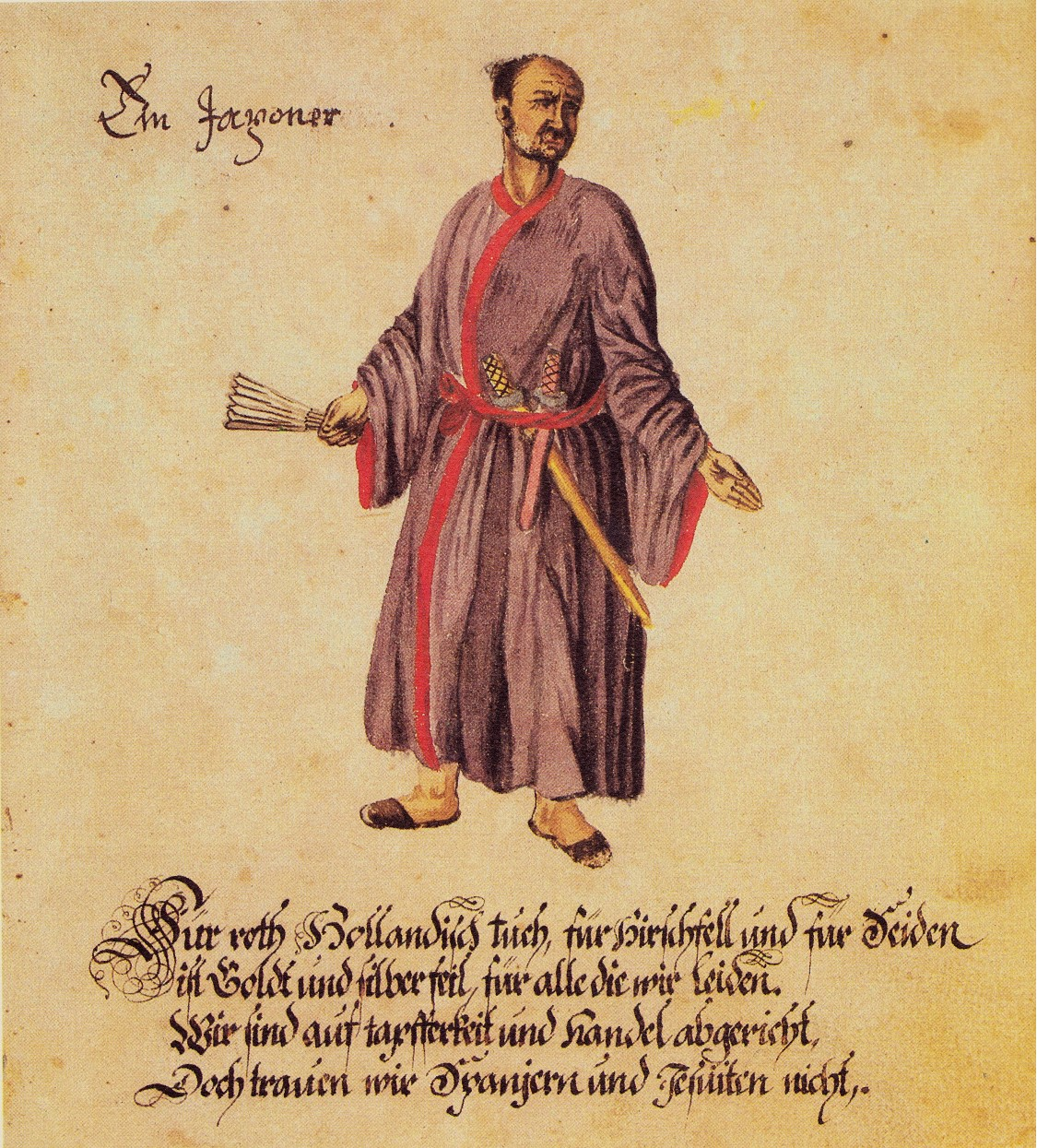
„Ein Japoner“

Laut Reisebuch brach Schmalkalden am 8. Juni 1650 – nach fast zwei Jahren, die er auf Formosa verbracht hatte – auf der Patientia nach Japan auf. Zwei Wochen später, am 22. Juni, lief sein Schiff in die Bucht von Nagasaki ein und ging in der Nähe der kleinen Insel Kisma (jap. Tsukishima, künstliche Insel, allgemein Dejima genannt) vor Anker. Japan hatte rund ein Jahrzehnt zuvor seine Handelsbeziehungen drastisch reduziert. Unter den europäischen Nationen war eine Anlandung nur noch den Niederländern gestattet. Doch durften sie mit wenigen Ausnahmen die kleine Handelsniederlassung Dejima nicht verlassen und waren vielerlei Einschränkungen unterworfen. Die von Schmalkalden beschriebenen Prozeduren bei der Ankunft waren typisch für jene Zeit:
Es wurde allem Schiffsvolk in gemein angesagt, alle Bücher von Religionssachen, geistliche Gemälde, europäische Münze herfürzugeben und einzupacken. Auch wurde bei Leibesstrafe untersagt, mit den Japonern etwas von Religionssachen zu gedenken, vielweniger äußerlich papistische Zeremonien von sich merken zu lassen. […]
Folgenden Tages kamen etliche Japoner, worunter ein Bonjos [= hoher Beamter] war, an Bord. Sie visitierten alles im Schiff, auch die Stücke, ob sie noch geladen waren.
Es mußte auch Mann für Mann seinen Namen, Alter und Qualität ansagen, welches alles fleißig niedergeschrieben wurde. Endlich verschlossen sie das Schiff und fuhren auch diesmal wieder an das Land.
Schmalkaldens Beschreibung Japans ist auffällig kurz mit einigen Angaben zu Nagasaki, der Insel Dejima und ein paar Bemerkungen zu den Japonern. Auch erwähnt er mit keinem Wort den Zweck sowie die Dauer seines Aufenthalts. Fest steht, dass er danach wieder nach Taiwan zurückkehrte. Nachforschungen in den Diensttagebüchern der Handelsniederlassung Dejima ergaben, dass die von ihm angegebenen Daten nicht stimmen. Die Patientia segelte zwar gelegentlich nach Japan, so 1648, nicht aber im Jahr 1650. Für den von ihm angegebenen 8. Juni 1650 registriert das Diensttagebuch der Faktorei Dejima lediglich die Ankunft einer chinesischen Dschunke. Sollte er tatsächlich nach Japan gesegelt sein, dann spielte ihm das Gedächtnis einen Streich. Sicher sah er Nagasaki nur als Mitglied einer Schiffsmannschaft. Die durfte, während die Fracht von japanischen Kulis unter strenger Aufsicht geleichtert wurde, das Schiff nicht verlassen. Der Aufenthalt in der Bucht dauerte in diesem Fall nur wenige Wochen. Schmalkaldens atypische Zeichnung der Stadt von der Seeseite aus spricht für diese Annahme.

#### Heimreise von Ostindien
Noch bis Herbst 1651 hielt sich Caspar Schmalkalden auf Formosa auf. Als jedoch zwei Schiffe zeitgleich nach Batavia auslaufen sollten, entschloss er sich, seinen schon lange gehegten Wunsch nach der Rückkehr in die Heimat in die Tat umzusetzen. Er ersuchte daher beim niederländischen Gouverneur der Insel um seine Entlassung. Weiterhin schreibt er:
„Derselbe, als er meine Requeste durchgesehen, gab mir zur Antwort, es nehme ihn wunder, daß ich um Demission ansuchete, indem mir nunmehr erst das Glück offenstünde. Wenn ich mich aufs neue wieder versprechen würde, sollten mir meine Gage und Kostgeld noch einmal so hoch verbessert werden. Ich bedankte mich deswegen dienstlich gegen ihn und blieb bei meiner Resolution, in Erwägung, da ich schon längstem gleichsam ein Gelübde getan, daß, wenn mich der liebe Gott in meinen Diensten die bestimmte Zeit über würd gesund erhalten, ich in India nicht länger bleiben, sondern sobald es möglich wäre, wieder in das Vaterland, allwo die wahre christliche Lehre rein exerzieret wird, gehen wollte.“
Am 10. Oktober schließlich erhielt Schmalkalden die Nachricht, dass seiner Bitte stattgegeben worden sei und er abgelöst werden solle, worüber er höchlich erfreuet war. Nachdem er die nötigen Vorbereitungen zur Abreise getroffen hatte, ging er am 23. Oktober an Bord des Schiffes König David.
Über die Rückreise Caspar Schmalkaldens ist fast nichts bekannt, da die betreffenden Seiten seines Berichtes verloren gegangen sind. Als sicher kann angesehen werden, dass er zunächst nach Batavia fuhr. Da die Überfahrt von Java nach den Niederlanden üblicherweise rund sechs Monate dauerte, hielt er sich vermutlich noch rund vier Monate in Batavia auf oder auch auf Mauritius, das eine wichtige Versorgungsstation der Holländer auf der Ostindienroute war. Möglich ist auch, dass er noch die Gewürzinseln besuchte, worauf zwei erhalten gebliebene, mit Fort Victoria auf der Insel Amboynan (= Ambon) und Taluco auf der Insel Ternate betitelte Abbildungen hindeuten.
Lediglich ein Abschnitt des Berichtes ist erhalten geblieben, nach dem er im Mai 1652 die Insel St. Helena anlief. Die Mannschaft hatte das Kap der guten Hoffnung (wo etwa sechs Wochen zuvor durch Jan van Riebeeck die Niederlassung Kapstadt gegründet worden war) diesmal nicht angelaufen und wilderte nun einige Pferde, die am Kap der guten Hoffnung hatten ausgesetzt werden sollen, auf St. Helena aus.
Nach den Ausführungen über seinen Aufenthalt auf St. Helena bricht Schmalkaldens Bericht endgültig ab. Da zu dieser Zeit der erste Seekrieg zwischen den Niederlanden und England im Gange war, ist anzunehmen, dass die Flotte die Britischen Inseln weiträumig umsegelte und stattdessen Kurs auf Norwegen nahm, von wo man dann nach Süden segelte. Dem uitloopboek van schepen, das sich im Besitz des Reichsarchivs in Den Haag befindet, ist zu entnehmen, dass die König David schließlich am 15. August 1652 wieder auf Texel eintraf.

### Weiteres Leben
Nach seinen mehr als zehn Jahre währenden Reisen im Dienst der Holländer kehrte er in seine thüringische Heimat zurück, wo er sich in Gotha niederließ. Der herzoglichen Kunstkammer Ernsts des Frommen übergab er einen (jedoch nur unzureichend präparierten und daher nicht erhaltenen) Balg des Großparadiesvogels sowie einige selbst gefertigte Kompasse und geometrische Messinstrumente, möglicherweise aus seiner Zeit als Landvermesser auf Formosa.
Durch seine Tätigkeiten in den Kolonien scheint er es – anders als die meisten in Übersee eingesetzten Soldaten jener Zeit – zu einem bescheidenen Vermögen gebracht zu haben. Er besaß ein Haus in der Schwabhäuser Gasse in Gotha.
Am 30. Januar 1655 heiratete er in der Gothaer Stadtkirche St. Margarethen Susanna Christina Kirchberger, die zweite Tochter von Antonius Günther Kirchberger, Consistory und Canzleyverwalter und ehemaliger Sekretär des Herzogs von Sachsen-Weimar. Das Paar hatte drei Kinder:
- Johann, geboren am 9. November 1656
- Christian Günther, geboren am 19. Februar 1659
- Adolphus Gottfriedus, geboren am 18. November 1661

Die Umstände von Schmalkaldens Tod sind ebenso unbekannt wie die seiner Geburt. Die letzten Erwähnungen seines Namens finden sich in den Gothaer Einwohnerverzeichnissen der Jahre 1665 und 1668. Im folgenden Einwohnerverzeichnis von 1675 wird er nicht mehr erwähnt, er starb 1673.

## Der Reisebericht

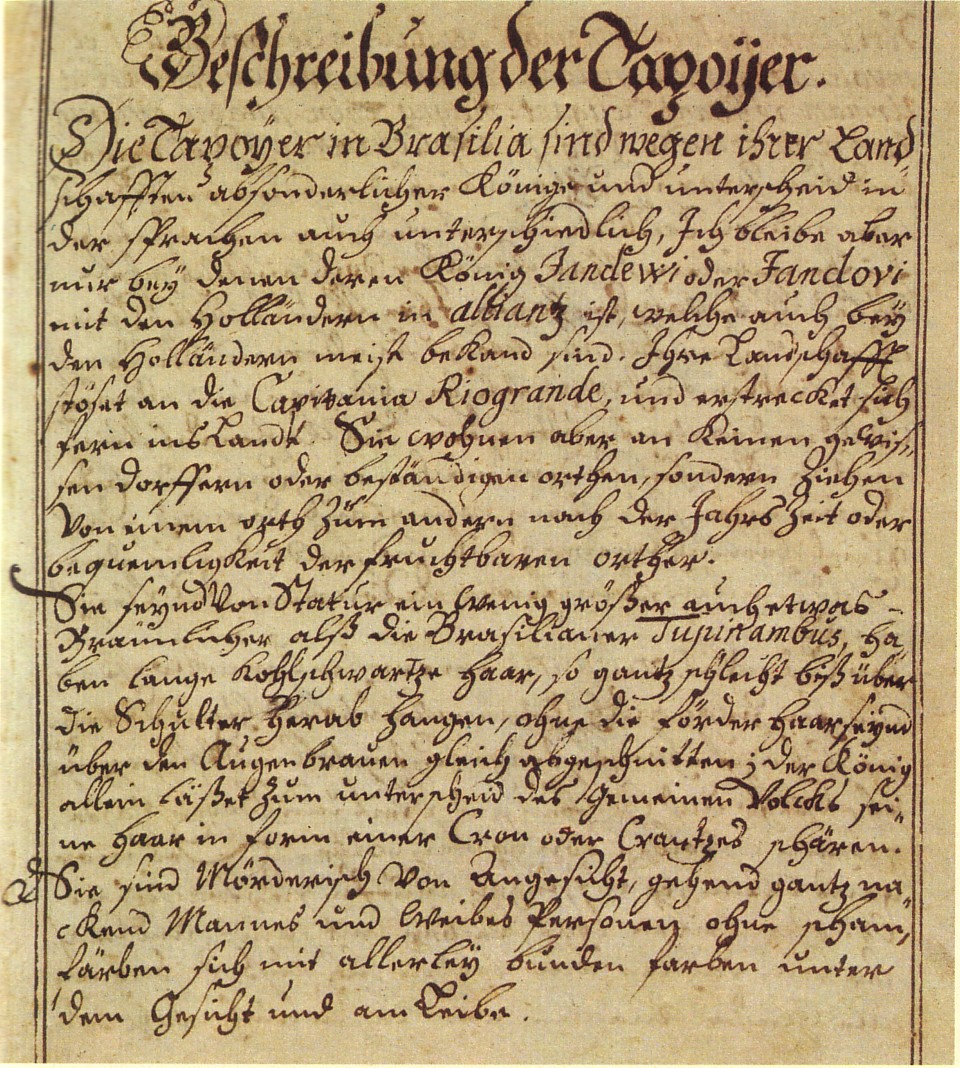
Beschreibung der Tapoyer – Seite aus Caspar Schmalkaldens Reisebericht

### Manuskript
Caspar Schmalkaldens handschriftlicher Reisebericht umfasst 489 Seiten Text und enthält 128 meist kolorierte Federzeichnungen. Einige Seiten des Textes fehlen.
Das Manuskript stammt von zwei verschiedenen Schreibern. Während die kleine, zierliche Handschrift durch den Vergleich mit einem Eintrag im Stammbuch von Schmalkaldens Schwiegervater Kirchberger aus dem Jahre 1665 zweifelsfrei als die Handschrift Caspar Schmalkaldens identifiziert werden konnte, gibt es bisher keine eindeutige Zuordnung der anderen, weit großzügigeren Handschrift. Wolfgang Joost vermutete 1983, es könne die Handschrift von Schmalkaldens zweitem Sohn Christian Günther sein.
Der Schreibstil des Berichtes ist sachlich und ohne Übertreibung, dabei aber dennoch unterhaltend. Schmalkalden benutzt nicht die typische geschwollene Ausdrucksweise seiner Zeit und berichtet auch nicht von unglaublichen Abenteuern und Fabelwesen, sondern zeichnet sich durch eine sehr realistische Berichterstattung aus. Dabei treten die persönlichen Empfindungen und Gedanken Schmalkaldens in den Hintergrund und spielen gegenüber der neutralen Berichterstattung fast überhaupt keine Rolle.

### Geschichte
Vermutlich fasste Schmalkalden die Aufzeichnungen, die er während der Reisen gemacht hatte, nach seiner Rückkehr nach Thüringen zu einem zusammenhängenden Reisebericht zusammen. Als Quelle ist ein Buch des Amsterdamer Philosophen Caspar van Baerle (oder Barlaeus) nachweisbar, das als Standardwerk über Niederländisch-Brasilien galt und 1659 in deutscher Übersetzung erschien. Wie lange dieser Reisebericht in Familienbesitz blieb, ist nicht bekannt. Der Naturforscher Johann Friedrich Blumenbach (1752–1840) erwarb ihn in der zweiten Hälfte des 18. Jahrhunderts auf einer Auktion in Gotha. Später kam das Manuskript in den Besitz des Herzogs Ernst II. von Sachsen-Gotha-Altenburg, in dessen Bibliothek auf Schloss Friedenstein es am 14. September 1790 offiziell aufgenommen wurde (registriert unter der Signatur Chart B 533).
1967 wurden die Blätter restauriert und Bruchstellen mit Japanpapier ausgebessert.
1983 wurde der Bericht durch Wolfgang Joost unter dem Titel Die wundersamen Reisen des Caspar Schmalkalden nach West- und Ostindien erstmals veröffentlicht. Joost passte die Rechtschreibung und Zeichensetzung dabei (außer bei Fremdwörtern) an die Standards von 1983 an und nahm auch im lexikalischen Bereich einige kleine Änderungen vor, wenn bestimmte Wörter während der vergangenen 300 Jahre einen Bedeutungswandel durchgemacht hatten und so im Kontext nicht mehr zu verstehen waren. Außerdem ordnete er die teilweise durcheinandergeratenen Kapitel chronologisch und versah das Werk mit einer Einführung und einem Nachwort.
2002 erfolgte eine erneute Veröffentlichung in veränderter Ausstattung unter dem Titel Mit Kompass und Kanonen.

### Inhalt
Caspar Schmalkaldens Reisebericht ist sehr regelmäßig gegliedert:
- Zunächst erfolgt eine notizenartige Chronologie des Reiseverlaufes, in der Schmalkalden alle wichtige Stationen und Ereignisse des jeweiligen Reiseabschnitts vom Start bis zur Landung festhält.
- Darauf folgt zunächst eine geographische Beschreibung des Reiseziels, in der Schmalkalden näher auf Natur und Kultur der von ihm besuchten Orte und Regionen eingeht.
- Anschließend geht Schmalkalden in Wort und Bild auf die Kultur und das äußere Erscheinungsbild der indigenen Bevölkerung seines jeweiligen Aufenthaltsortes ein.
- Den Abschluss bilden Beschreibungen auffälliger Tier- und Pflanzenarten, wiederum jede mit einem Bild versehen.

Diese Reihenfolge wurde jedoch nicht in allen Abschnitten strikt eingehalten, teilweise wurden auch (vor allem wenn Schmalkalden Orte besuchte, bei denen er nur auf der Durchreise war, wie das Kap der Guten Hoffnung) nur wichtige Angaben zu einem bestimmten Aspekt kurz eingeschoben (in diesem Fall zur Bevölkerung).
Die meisten Beschreibungen Schmalkaldens zeugen von eigener Beobachtung, manchmal schiebt er zur Veranschaulichung und Unterhaltung zum jeweiligen Thema passende Anekdoten ein, die er nur vom Hörensagen kennt und auch so wiedergibt.
Neben den genannten Bestandteilen bildete den Abschluss eines jeden Kapitels noch ein Verzeichnis nützlicher Redewendungen im Umgang mit der jeweiligen Bevölkerung; sie wurden jedoch bei der Veröffentlichung weggelassen.

#### Geografische Beschreibungen
Die Beschreibungen, die Caspar Schmalkalden über die von ihm besuchten Orte und Regionen verfasste, beinhalten sowohl naturräumliche Beschreibungen als auch Angaben zu Bauwerken sowie zu Regierung, Verwaltung und zu kulturellen Besonderheiten. Ergänzt werden die Informationen durch Karten sowie Zeichnungen von Stadt-, Gebäude- und Landschaftsansichten. Hierbei stehen die kolonialen Aspekte (Verwaltung und Verteidigung) im Vordergrund.
Teilweise (vor allem in Bezug auf Batavia, dessen Eroberung und anschließende Verteidigung durch die Holländer er detailliert beschreibt) sind den Beschreibungen der Beschaffenheit der besuchten Ziele zur Zeit Caspar Schmalkaldens auch Abhandlungen über die Vergangenheit der betreffenden Orte vorangestellt. Diese beziehen sich vor allem auf die kolonialpolitischen Erfolge der Niederländer.

#### Tier- und Pflanzenbeschreibungen

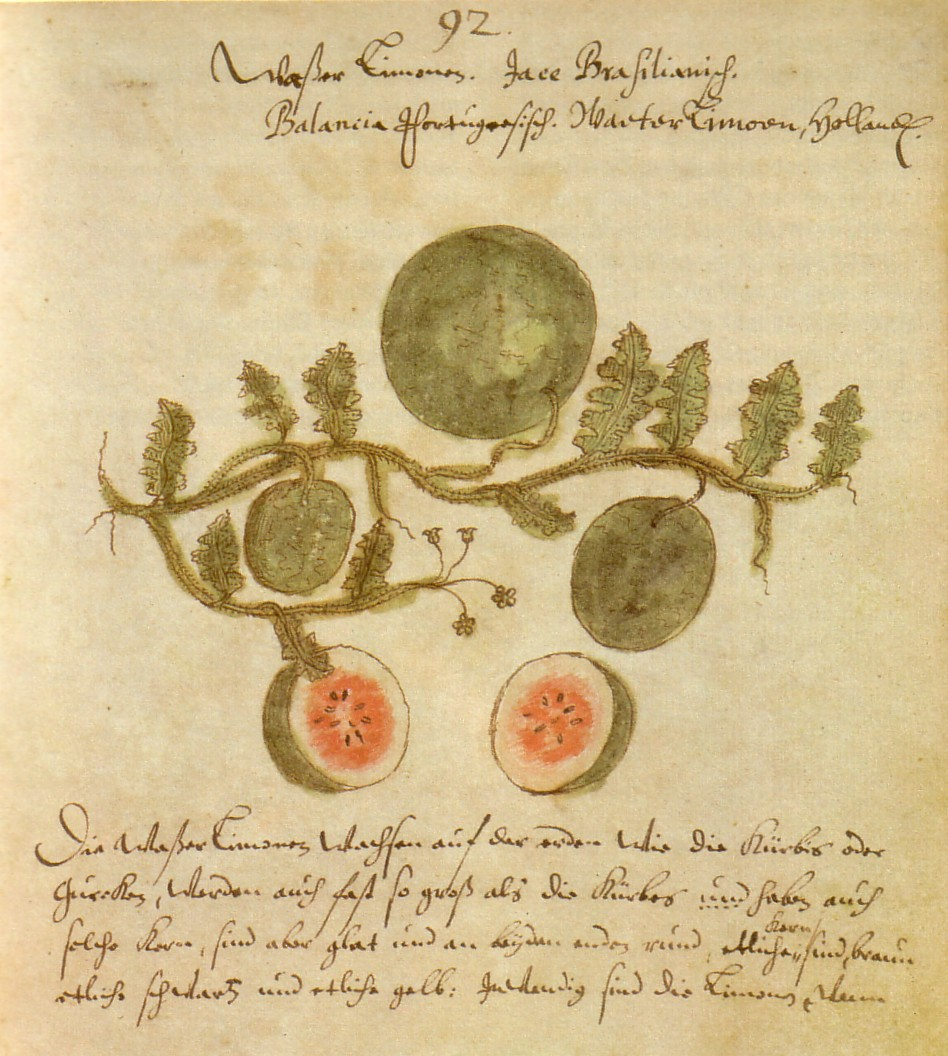
Waßer Limonen (Wassermelonen)

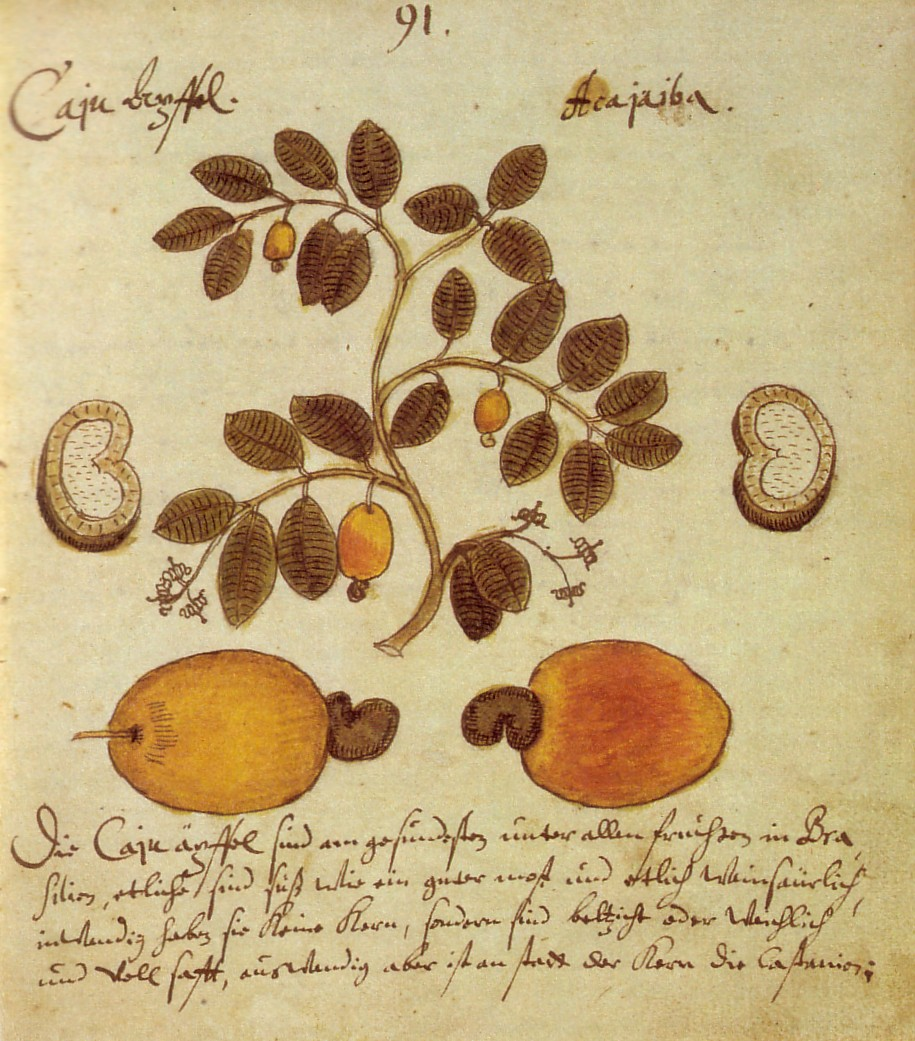
Cashew Nüsse

Die Tier- und Pflanzenbeschreibungen Caspar Schmalkaldens sind keine wissenschaftlichen Beschreibungen im heutigen Sinne, vielmehr versuchte Schmalkalden dem Leser die gesehenen Lebewesen möglichst anschaulich in Bezug auf besondere Merkmale und Verhaltensweisen zu beschreiben. Er stellte dazu zahlreiche Vergleiche mit in Europa bekannten Tieren und Pflanzen an und betrieb auch selbst Studien. So berichtet er über einen Mackack (Roten Brüllaffen): Im Fort Margarethen habe ich dergleichen eins gehabt und wollte es aufziehen. Es wollte aber abgebunden nichts fressen und tate nichts als schreien, daß ich ihn mußte wegwerfen.
Auch zahlreiche weitere Formulierungen zeugen von eigenem Erleben und Beobachten, etwa Angaben über die Giftigkeit bestimmter Quallen oder bestimmte lautmalerische Äußerungen – über das Ai (Dreifinger-Faultier) schreibt er: Wenn es gestoßen wird, schreit es „Iii!“ wie eine junge Katz, und über den Igelfisch heißt es: Wenn man auf ihn tritt, so schreiet er: „Hulch!“
Bei zahlreichen Pflanzenarten und Tieren (hier vor allem Fischen) erwähnte er auch die Erkenntnisse über die Essbarkeit. Auch beschrieb er viele Arten tropischer Früchte, die dem heutigen Europäer wohlbekannt sind, wie zum Beispiel Waßer-Limonen (Wassermelonen), Ananas, Bacobes oder Pisang (Bananen) sowie Coques-Nüße (Kokosnüsse). Insgesamt sind seine Beschreibungen zu Flora und Fauna im Abschnitt über Brasilien wesentlich umfangreicher als bei jenem über Ostindien, da er sein Augenmerk bei Letzterem vor allem auf geographische und kulturelle Aspekte richtete.

#### Ethnische Beschreibungen
Die Völkerbeschreibungen Caspar Schmalkaldens sind teilweise vom typischen Ethnozentrismus jener Zeit geprägt. Die Tatsache, dass fast alle der von ihm beschriebenen Völker nicht christlichen Glaubens waren, erklärt er damit, diese wissen nichts vom wahren Gott. Teilweise neigt er zu Verallgemeinerungen (so fasst er die zahlreichen Völker Brasiliens in nur zwei Gruppen zusammen, den Brasilianern und den Tapoyern), die allerdings ebenfalls eher als Produkt seiner Zeit angesehen als ihm als Person angelastet werden können. Dennoch ist er um eine möglichst sachliche Darstellung bemüht und seine Beschreibungen fremder Kulturen zeugen vielfach eher von Erstaunen als von Ablehnung. Dennoch lässt sich stets auch der Wunsch herauslesen, der rückständige Zustand der „weniger zivilisierten“ Völker möge recht bald aufhören und sie den „wahren Gott“ erkennen.
Charakteristisch für Schmalkaldens Völkerbeschreibungen sind seine Abbildungen von (männlichen und weiblichen) Vertretern der jeweiligen Ethnien, die jeweils mit einem vierzeiligen Vers aus der Sicht der betreffenden Personengruppe beschrieben werden. Bei der Abbildung einer Brasilianerin lautet dieser Vers zum Beispiel:
So offt mein mann verreist, so folg ich ihm geschwinde,
Behengt mit sack und pack, darzu mit einem Kinde,
Im rückweg geh' ich vor, Er wandert hinter her,
Daß mir nichts wiederfährt, gerüst mit Kriegsgewehr.
Schmalkalden geht bei seinen völkerkundlichen Beschreibungen stets auf dieselben Aspekte ein: Stellung und Aufgaben von Mann und Frau in der Gesellschaft, Religion und Brauchtum, Essgewohnheiten und Kleidung. In Südamerika beschrieb er Brasilianer, Tapoyer und Chilenen, in Afrika Hottentotten (Khoi Khoi) sowie in Asien Javaner, Malayen, Sinesen, Formosanen und Japoner. Der Darstellung der Sinesen (Han-Chinesen), die er in Batavia und auf Formosa ausgiebig kennenlernte, widmet er dabei besonders großen Raum.

### Bedeutung
Obwohl Caspar Schmalkalden nichts berichtete, was für die Europäer grundsätzlich neu war, bieten einige Bestandteile seiner Reisebeschreibung heute eine wichtige Quelle zur Geschichte einzelner Regionen, was vor allem auf Taiwan, aber auch auf Japan zutrifft. Bemerkenswert ist auch die künstlerisch hohe Qualität seiner Zeichnungen, die ein realistisches Bild der dargestellten Personen aus der Zeit liefern.
Es gab zu jener Zeit zahlreiche ähnlich geartete Berichte von Besuchern der Kolonien. Neben dem erwähnten Barlaeus benutzte Schmalkalden vor allem die Historia rerum naturalium Brasiliae des Georg Marggraf als Anregung für seine Zeichnungen.
Innerhalb der deutschen Reiseliteratur reihen sich die Berichte Schmalkaldens über Niederländisch-Brasilien in das Tier-Buch des Zacharias Wagner und die West-Indianische Reißbeschreibung des Michael Hemmersam ein. Schmalkaldens Beschreibungen Ostindiens finden Parallelen bei Johann von der Behr, Johann Jacob Merklein und Johann Jacob Saar.

## Neuere Ausgaben
- Caspar Schmalkalden: Die wundersamen Reisen des Caspar Schmalkalden nach West- und Ostindien 1642–1652. Nach einer bisher unveröffentlichten Handschrift bearbeitet und herausgegeben von Wolfgang Joost, F.A. Brockhaus Verlag, Leipzig 1983, ISBN 3-325-00204-8.
- Caspar Schmalkalden: Mit Kompass und Kanonen. Abenteuerliche Reisen nach Brasilien und Fernost 1642–1652, Edition Erdmann 2002, ISBN 3-86503-109-9.